# Pilões (Paraíba)
Pour les articles homonymes, voir Pilões.
Pilões est une ville brésilienne de l'ouest de l'État de la Paraíba.
Sa population était estimée à 6 936 habitants en 2007. La municipalité s'étend sur 64 km2.